# Clara Bow
Clara Bow, nata Clara Gordon Bow, (New York, 29 luglio 1905 – Los Angeles, 27 settembre 1965), è stata un'attrice statunitense.
Avendo partecipato a 46 film muti e 11 film sonori, ed essendo una delle dive più famose dell'età del jazz, diventò un'icona del cinema, ma soprattutto degli anni ruggenti, diventandone la sex symbol più rappresentativa.

## Biografia
Attrice simbolo dell'"età del jazz", Clara Bow crebbe in una zona malfamata di Brooklyn, New York, in un ambiente familiare tutt'altro che sereno, con la madre schizofrenica (tentò di tagliarle la gola quando entrò nel mondo dello spettacolo) e il padre disagiato e violento che abusava sessualmente di lei. Il suo anno di nascita non è mai stato certo, il più accreditato è il 1905, anche se sulla sua lapide è inciso il 1907. Quando Clara aveva 16 anni, la madre cadde dalla finestra. La conseguenza fu un trauma alla testa che la portò ad avere delle psicosi a causa dell'epilessia.

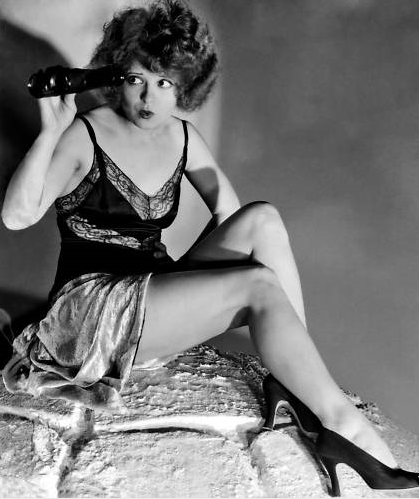
Pubblicità della Famous Players-Lasky Corporation

I suoi capelli rossi, la famosa bocca a cuore e l'attitudine alla recitazione la portarono a sedici anni a vincere un concorso di bellezza istituito dalla rivista Motion Picture Classic e le si aprirono così le porte del cinema. Nel 1924 vinse l'edizione di quell'anno del premio WAMPAS Baby Stars, un'iniziativa pubblicitaria promossa negli Stati Uniti dalla Western Association of Motion Picture Advertisers, che premiava ogni anno tredici ragazze giudicate pronte ad iniziare una brillante carriera nel cinema.
Scritturata dalla Famous Players-Lasky Corporation (la futura Paramount), nei primi anni venti l'attrice prese parte ad una serie di commedie; ma sarà grazie all'interpretazione della vivace commessa che seduce il suo datore di lavoro nel film sentimentale Cosetta (1927) che ella diventerà una star, introducendo il personaggio della flapper, la "maschietta" più famosa dei ruggenti anni venti. Il film, tratto da un romanzo della scrittrice Elinor Glyn che lo produsse insieme al regista Clarence G. Badger, diventò un vero caso, lanciando la moda dell'It che in Italia verrà tradotto con quel certo non so che. La performance di Clara Bow ottenne grande successo e il film la lanciò come sex-symbol. Il pubblico si innamorò di lei.
Nello stesso anno, interpretò la donna teneramente innamorata del prestante aviatore Charles 'Buddy' Rogers nel drammatico Ali (1927) di William A. Wellman, pellicola che si guadagnò due premi Oscar, uno ai migliori effetti tecnici e un altro al miglior film. All'epoca dell'uscita del film, la censura hollywoodiana non era ancora attiva (entrò in vigore nel 1930) e quindi il film non venne mai sottoposto a tagli: nel 2012, grazie al film The Artist, quale ha riportato in auge la figura dell'attrice, ha fatto scandalizzare una scena del film originale dove vi è un seno scoperto della Bow, e quindi esso è stato sottoposto ad una "mini-censura".
Ormai era una stella: riceveva 45.000 lettere alla settimana dai suoi fans. Proprio all'apice della sua carriera, l'attrice venne travolta da uno scandalo: la sua segretaria e amica, Daisy De Voe, vendette ad un giornale il diario dell'attrice, in cui erano riportati dettagli della sua vita sessuale.
L'avvento del sonoro poi fece il resto: la sua voce venne considerata poco fonogenica. L'esordio nel cinema sonoro non fu dei più entusiasmanti: nel film L'allegra brigata, in cui vedeva nella prima scena la Bow fare il suo ingresso nel dormitorio di un college femminile, e salutare con un: ”Ciao gente!”. Il tecnico del missaggio non era però a conoscenza del portentoso e tonante accento brooklynese della Bow, gli strumenti non erano stati regolati di conseguenza e la battuta di ingresso di Clara fece saltare le valvole della sala di registrazione, dettaglio ripreso poi nel film Babylon.
Nel 1933 Clara Bow si ritirò dal cinema. Nel 1931, intanto, aveva sposato l'attore Rex Bell, da cui avrebbe avuto due figli: Rex Bell Jr., nato il 16 dicembre 1934 e morto l'8 luglio 2011, e George Beldam Jr., nato nel 1938. Negli anni seguenti, le condizioni mentali dell'attrice si fecero via via più instabili, tanto che passò parecchio tempo ricoverata in diverse case di cura. Morì a causa di un attacco di cuore nel settembre del 1965, all'età di sessant'anni.

## Nella cultura di massa

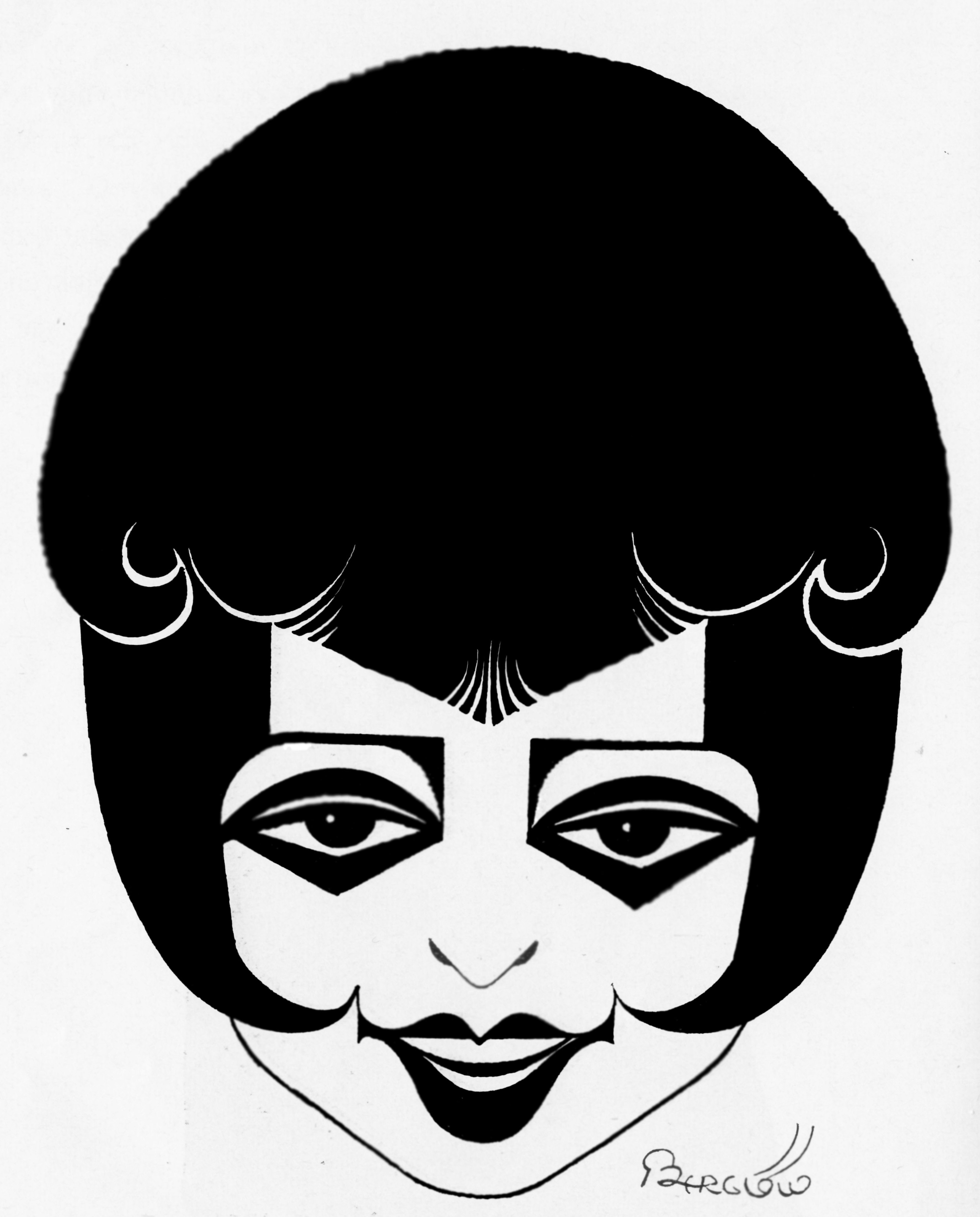
Caricatura di Clara Bow (1929)

- Il personaggio di Betty Boop fu ispirato all'immagine di Clara Bow.
- La massa di capelli arruffati era una delle sue caratteristiche più famose: quando i suoi fan scoprirono che utilizzava la Lawsonia inermis, comunemente conosciuta come "henné", le vendite della tintura si moltiplicarono.
- Durante la sua carriera, fu oggetto di voci sulla sua vita sessuale; la maggior parte erano false. In particolare, un tabloid del 1931 chiamato The Coast Reporter, pubblicò accuse rivelatesi poi infondate: esibizionismo, incesto, bestialità, lesbismo, tossicodipendenza, alcolismo e persino di aver contratto una malattia venerea. Gli agenti federali arrestarono l'editore del tabloid, condannandolo ad otto anni di galera.
- Il personaggio principale del film The Artist è ispirato a Clara Bow.
- Venne menzionata nella canzone Condition Of The Heart dell'album Around the World in a Day di Prince.
- Fu il soggetto principale della canzone Clara Bow del gruppo pop indipendente The Cleaners From Venus, capitanato da Martin Newell.
- Nel luglio del 2016 è stato annunciato, tramite la rivista Variety, che la Silver Bullet Entertainment e la MJW Media stanno producendo un film basato sulla sua biografia, dal titolo Clara Bow: Runnin' Wild.
- Viene citata in una sequenza del film Mank, dove viene illustrato un cartellone pubblicitario del film Love Among the Millionaires.
- In Babylon, film del 2022 diretto da Damien Chazelle, Margot Robbie interpreta Nellie LaRoy, personaggio che è ispirato a Clara Bow.
- La cantautrice americana Taylor Swift ha intitolato a Clara Bow una canzone all’interno del suo undicesimo album discografico The Tortured Poets Department[8]

## Filmografia

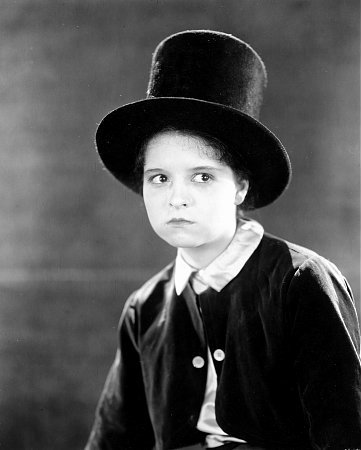
Clara Bow nel film I maestri di rampone (1922)

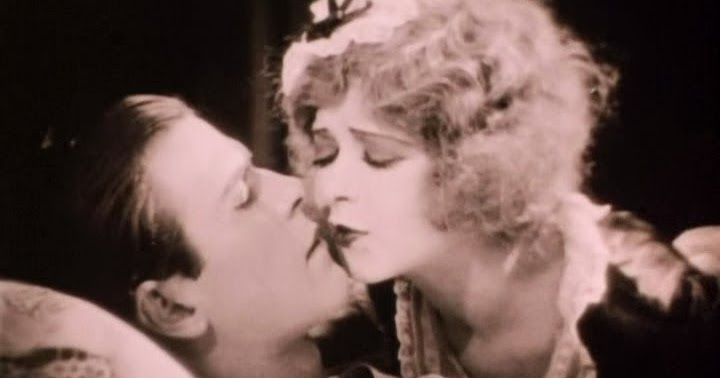
Clara Bow con Donald Keith in Amore parigino (1925)

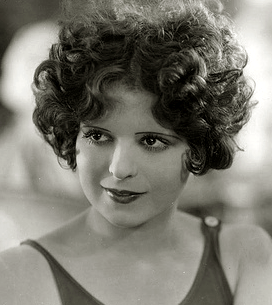
Clara Bow in Una maschietta tutto pepe (1927)

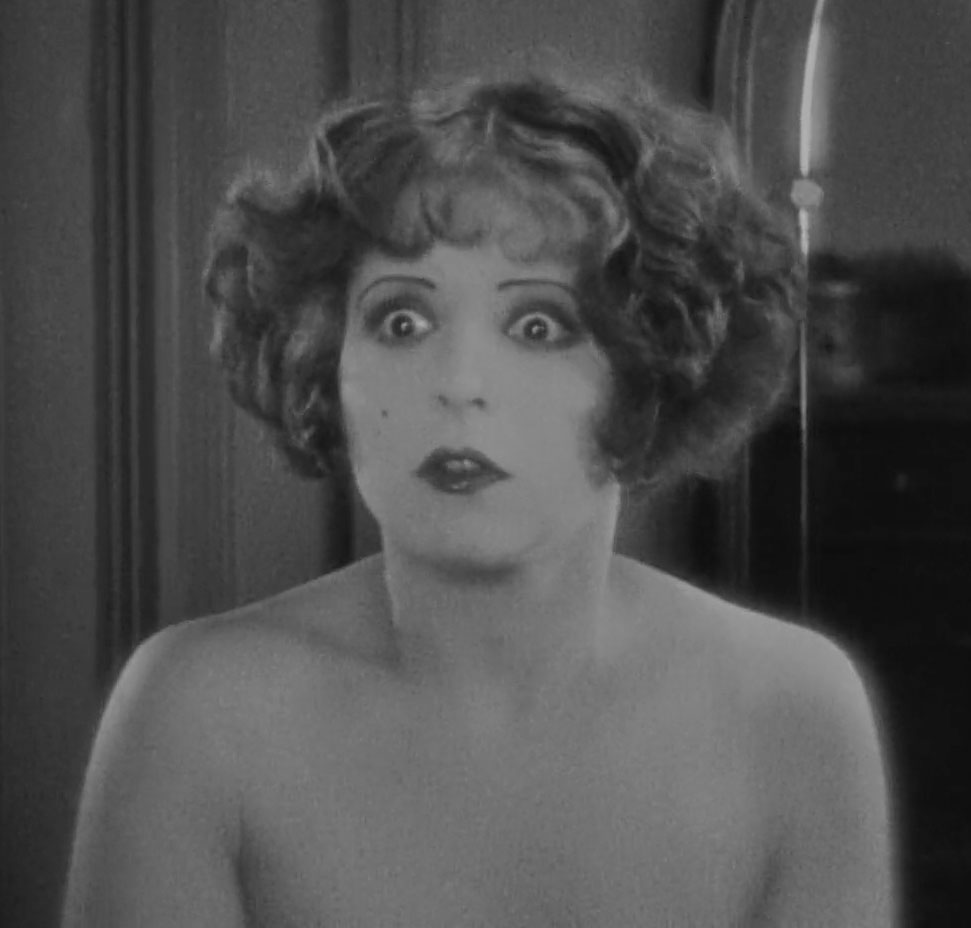
Clara Bow nel film Ali (1927)

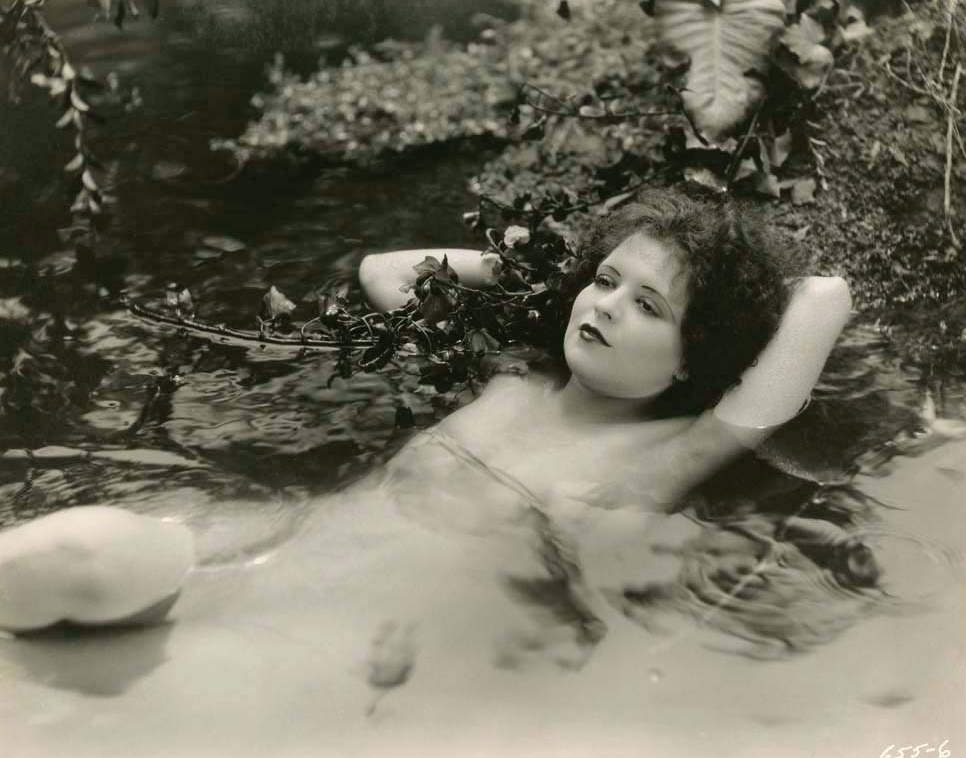
Clara Bow nel film Hula (1927)

- Oltre l'arcobaleno (Beyond the Rainbow), regia di Christy Cabanne (1922)
- I maestri di rampone (Down to the Sea in Ships), regia di Elmer Clifton (1922)
- I nemici delle donne (Enemies of Women), regia di Alan Crosland (1923)
- The Daring Years, regia di Kenneth S. Webb (1923)
- Maytime, regia di Louis J. Gasnier (1923)
- Black Oxen, regia di Frank Lloyd (1923)
- Grit, regia di Frank Tuttle (1924)
- Il paradiso avvelenato (Poisoned Paradise), regia di Louis J. Gasnier (1924)
- Champagne (Wine), regia di Louis J. Gasnier (1924)
- Empty Hearts, regia di Alfred Santell (1924)
- O sole mio! (This Woman), regia di Phil Rosen (1924)
- Helen's Babies, regia di William A. Seiter (1924)
- Black Lightning, regia di James P. Hogan (1924)
- Capital Punishment, regia di James P. Hogan (1925)
- The Adventurous Sex, regia di Charles Giblyn (1925)
- My Lady's Lips, regia di James P. Hogan (1925)
- La padrona delle ferriere (Eve's Lover), regia di Roy Del Ruth (1925)
- The Lawful Cheater, regia di Frank O'Connor (1925)
- Il West rosso (The Scarlet West), regia di John G. Adolfi (1925)
- Amore parigino (Parisian Love), regia di Louis J. Gasnier (1925)
- Baciami ancora (Kiss Me Again), regia di Ernst Lubitsch (1925)
- The Keeper of the Bees, regia di James Leo Meehan (1925)
- Il piccolo porto (The Primrose Path), regia di Harry O. Hoyt (1925)
- Free to Love, regia di Frank O'Connor (1925)
- Asso di bastoni (The Best Bad Man), regia di John G. Blystone (1925)
- The Plastic Age, regia di Wesley Ruggles (1925)
- The Ancient Mariner, regia di Chester Bennett e Henry Otto (1925)
- My Lady of Whims, regia di Dallas M. Fitzgerald (1925)
- Shadow of the Law, regia di Wallace Worsley (1926)
- Two Can Play, regia di Nat Ross (1926)
- Dancing Mothers, regia di Herbert Brenon (1926)
- The Runaway, regia di William C. de Mille (1926)
- Giovinezza (Fascinating Youth), regia di Sam Wood (1926)
- Tranello (Mantrap), regia di Victor Fleming (1926)
- L'irresistibile (Kid Boots), regia di Frank Tuttle (1926)
- Cosetta (It), regia di Clarence G. Badger (1927)
- I figli del divorzio (Children of Divorce), regia di Frank Lloyd e, (non accreditato), Josef von Sternberg (1927)
- Una maschietta tutto pepe (Rough House Rosie), regia di Frank R. Strayer (1927)
- Ali (Wings), regia di William A. Wellman (1927)
- Hula, regia di Victor Fleming (1927)
- A caccia di marito (Get Your Man), regia di Dorothy Arzner (1927)
- Quello che donna vuole... (Red Hair), regia di Clarence G. Badger (1928)
- Ladies of the Mob, regia di William A. Wellman (1928)
- È arrivata la squadra (The Fleet's In), regia di Malcolm St. Clair (1928)
- Una donnina energica (Three Weekends), regia di Clarence G. Badger (1928)
- L'allegra brigata (The Wild Party), regia di Dorothy Arzner (1929)
- Funamboli (Dangerous Curves), regia di Lothar Mendes (1929)
- Lui, lei, l'altra (The Saturday Night Kid), regia di A. Edward Sutherland (1929)
- True to the Navy, regia di Frank Tuttle (1930)
- Love Among the Millionaires, regia di Frank Tuttle (1930)
- Galas de la Paramount, regia di AA.VV. (1930)
- Her Wedding Night, regia di Frank Tuttle (1930)
- No Limit, regia di Frank Tuttle (1931)
- Kick In, regia di Richard Wallace (1931)
- Sangue ribelle (Call Her Savage), regia di John Francis Dillon (1932)
- Hoop-La, regia di Frank Lloyd (1933)

## Film e documentari su Clara Bow
- Le dee dell'amore (The Love Goddesses) documentario, regia di Saul J. Turell - filmati di repertorio (1965)
- The Casting Couch, regia di John Sealey - video con filmati di repertorio (1995)

## Riconoscimenti
- WAMPAS Baby Stars (1924)
- Per il suo contributo all'industria del cinema, le venne dedicata una stella dell'Hollywood Walk of Fame.
- Young Hollywood Hall of Fame (1920's)
- Nel 1994 le poste degli Stati Uniti le dedicarono un francobollo con la sua immagine disegnata dal caricaturista Al Hirschfeld.

## Galleria d'immagini

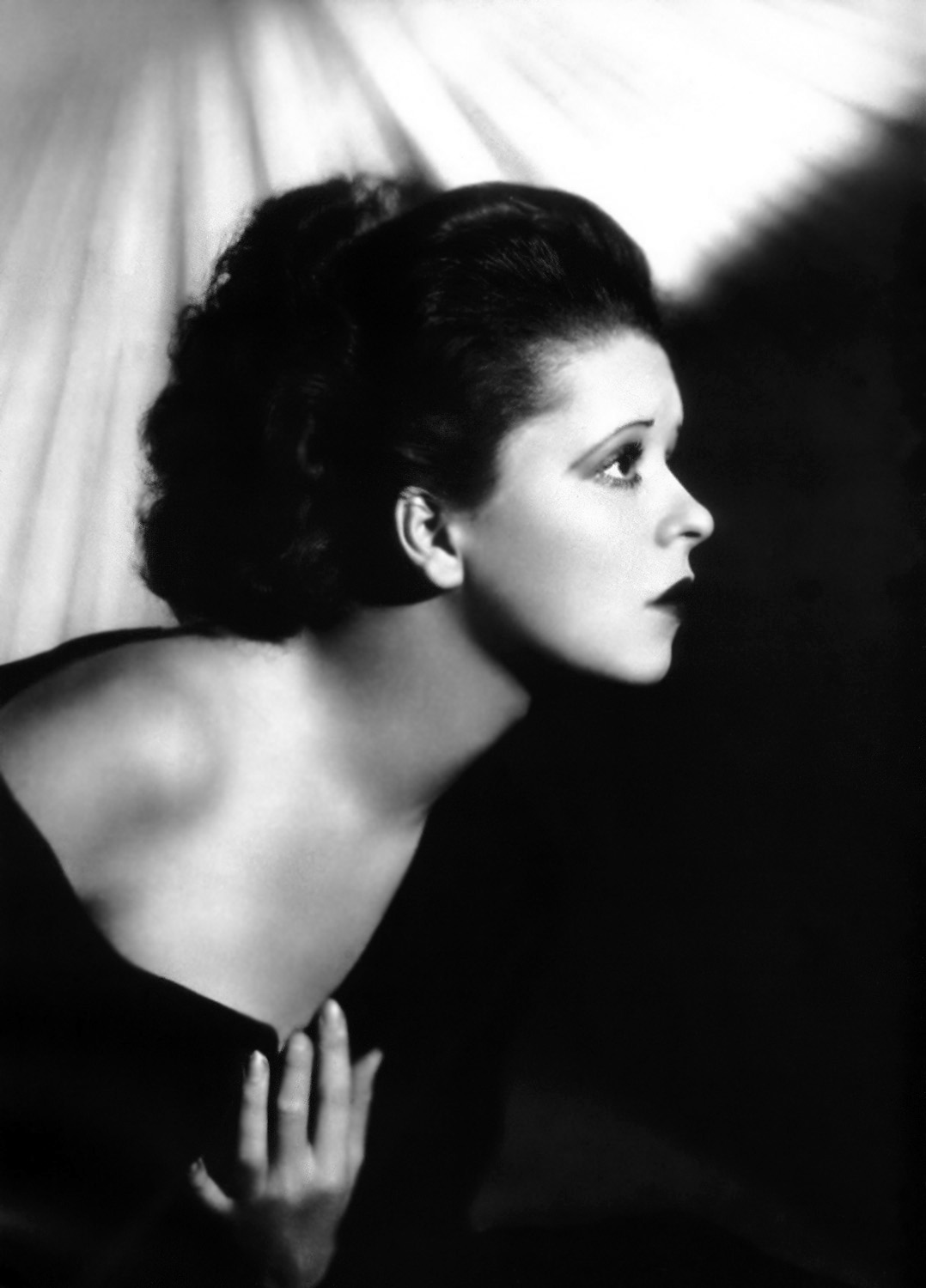
Clara Bow nel 1920
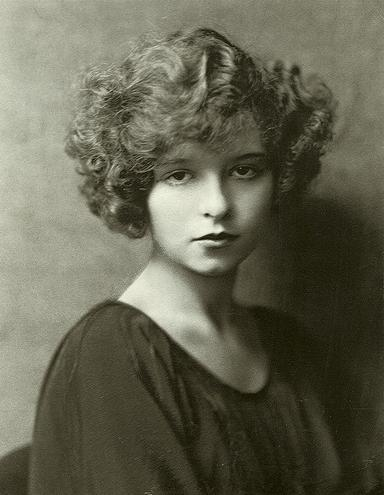
Clara Bow nel 1921
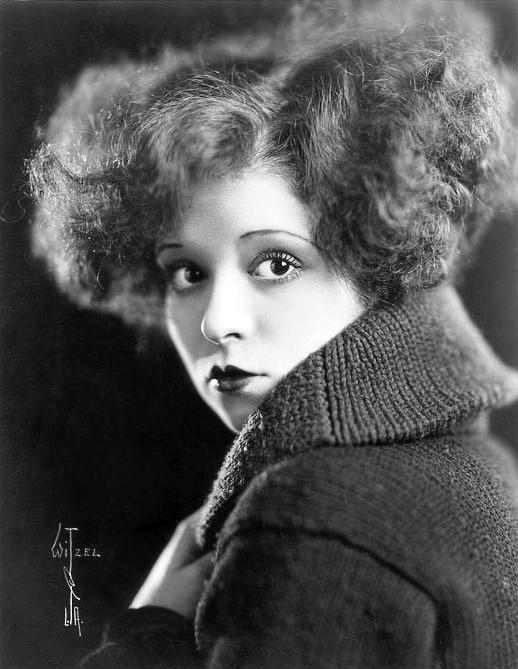
Clara Bow in fotografata da Albert Witzel
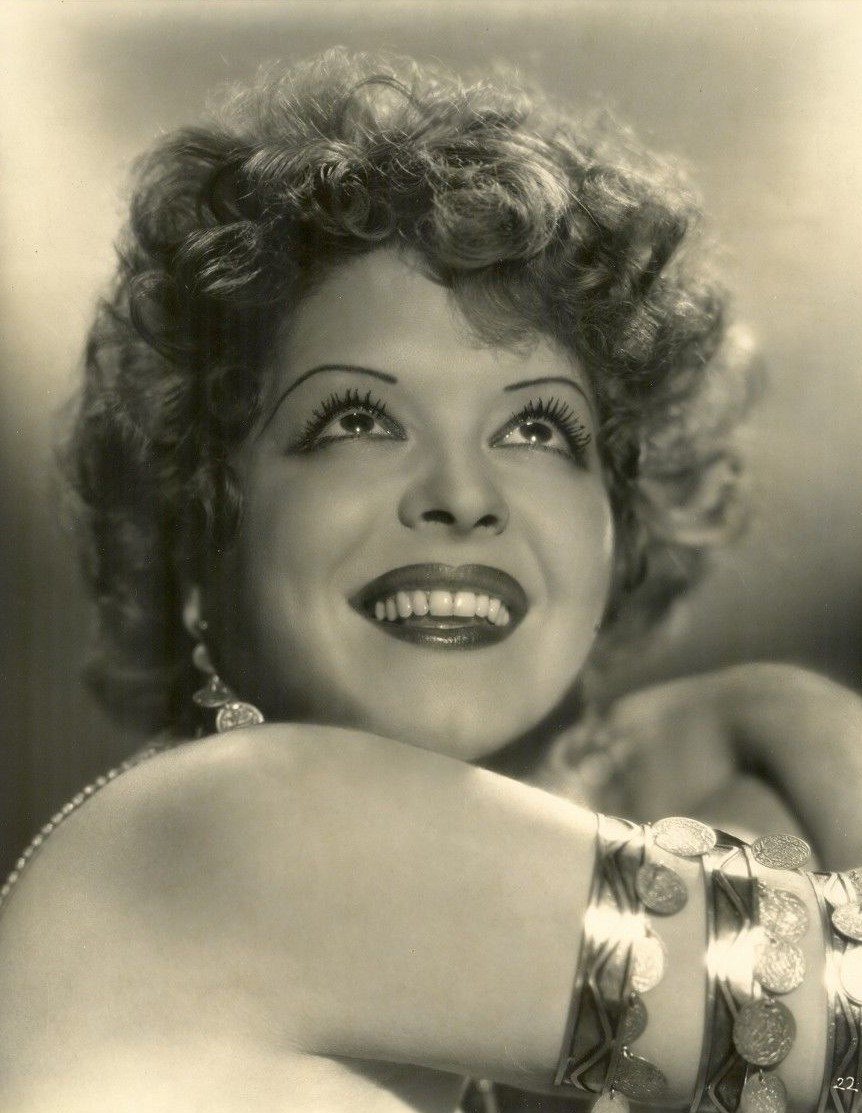
Clara Bow negli anni '20
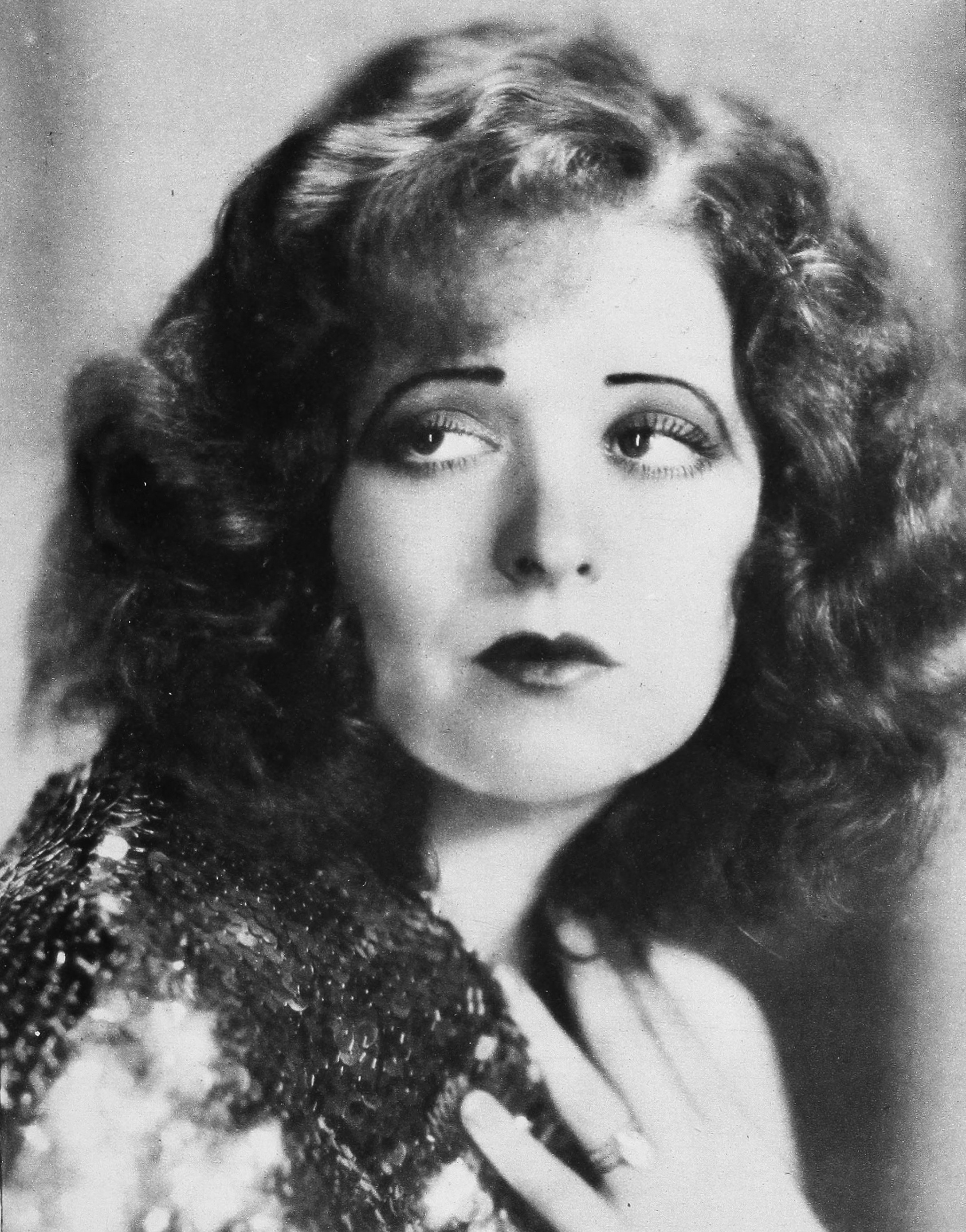
Clara Bow in Vermilion
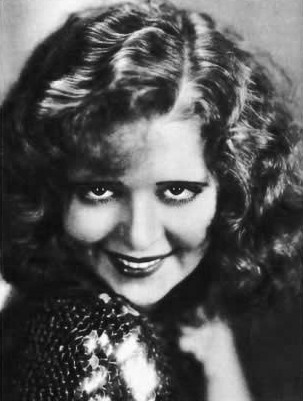
Clara Bow su Stars Of The Photoplay, anni '30
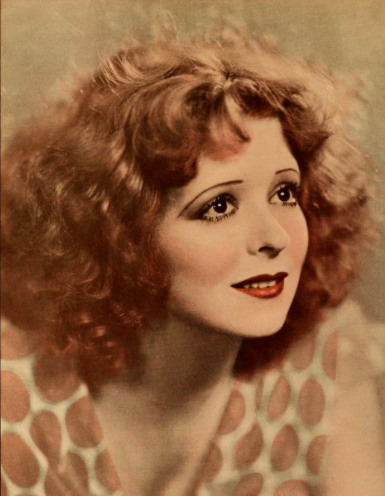
Clara Bow nell'ottobre del 1932